# Alphabetisches Verzeichniß aller im Rezatkreise nach seiner durch die neueste Organisation erfolgten Constituirung enthaltenen Ortschaften
Das Alphabetische Verzeichniß aller im Rezatkreise nach seiner durch die neueste Organisation erfolgten Constituirung enthaltenen Ortschaften ist ein Verzeichnis, das am 2. August 1818 abgeschlossen wurde. Der Verfasser ist unbekannt.
Der vollständige Titel lautet: „Alphabetisches Verzeichniß aller im Rezatkreise nach seiner durch die neueste Organisation erfolgten Constituirung enthaltenen Ortschaften: mit Angabe a. der Steuer-Distrikte, b. Gerichts-Bezirke, c. Rentämter, in welchen sie liegen, dann mehrerer anderer statistischen Notizen.“

## Werkbeschreibung
Das Buch besteht aus einer Erklärung der Vorgehensweise (S. I–VI), einer Druckfehlerberichtigung (S. VII), einem alphabetischen Verzeichnis sämtlicher Orte des Rezatkreises und einem systematischen Teil. Beide Teile haben eine eigene Seitenzählung.
Im ersten Teil erfolgt die Auflistung sämtlicher Orte mit fortlaufender Nummer. Es gibt jeweils Angaben zur Verwaltung (Steuerdistrikt, Gerichtsbezirk, Rentamt), zum Ortstyp und zur Statistik (Feuerstellen (= Wohneinheit, meistens Wohngebäude), Familien, Einwohnerzahl). Es wird zwischen folgenden Ortstypen unterschieden: Mühle, Einöde (1–3 Häuser), Weiler (4–8) und Dorf (8 und mehr), Kirchdorf, Pfarrdorf, Markt und Stadt. Die Unterscheidung zwischen Einöde, Weiler und Dorf bleibt unscharf, da es sich bei der Größe nur um eine ungefähre Richtlinie handelt. Die statistischen Angaben wurden nachträglich per Hand eingetragen.
Der systematische Teil besteht aus drei Abschnitten. Im ersten Abschnitt (S. 1–54) werden zuerst die Polizeidirektionen- bzw. kommisariate, dann die Landgerichte und schließlich die Herrschaftsgerichte jeweils in alphabetischer Reihenfolge aufgelistet. Hierbei werden jeweils die inbegriffenen Steuerdistrikte mit Zuordnung zum Rentamt aufgelistet, des Weiteren werden die dazu gehörigen Orte aufgelistet mit einer Zusammenfassung der Ortstypen und der Statistik. Auch hier wurden die statistischen Angaben per Hand nachgetragen. Im zweiten Abschnitt (S. 55–69) werden die Rentämter des Rezatkreises alphabetisch aufgelistet mit Angaben zu den darin enthaltenen Steuerdistrikte und ihrer Zuordnung zu den jeweiligen administrativen Einheiten. Im dritten Abschnitt (S. 69–72) erfolgt eine alphabetische Auflistung der administrativen Einheiten mit einer Zusammenfassung der darin enthaltenen Orte und statistischen Angaben, die ebenfalls per Hand nachgetragen wurden.

## Wirkgeschichte
Die topographischen und statistischen Angaben wurden im Adreß- und statistisches Handbuch für den Rezatkreis im Königreich Baiern (1820) stets übernommen, in den Werken Der Retzatkreis des Königreichs Bayern (1829) und Topo-geographisch-statistisches Lexicon vom Königreiche Bayern (1831/32) meistens.

## Ausgabe
- Alphabetisches Verzeichniß aller im Rezatkreise nach seiner durch die neueste Organisation erfolgten Constituirung enthaltenen Ortschaften: mit Angabe a. der Steuer-Distrikte, b. Gerichts-Bezirke, c. Rentämter, in welchen sie liegen, dann mehrerer anderer statistischen Notizen. Ansbach 1818 (Digitalisat).